# Islote El Hospital
El islote El Hospital es el nombre de una isla deshabitada de Guatemala, ubicada en el lago Peten Itzá que administrativamente es parte del departamento de Petén al este de ese país centroamericano.
Esta justo al noreste de la isla de Flores, en las coordenadas geográficas 16°56′00″N 89°53′00″O / 16.93333, -89.88333